# Гейзінге
Гейзінге (нід. Huizinge, нід. вимова: [ˈɦœyzɪŋə]) — село в нідерландській провінції Гронінген. Входить до складу муніципалітету Емсделта.
Його площа становить 0,15км², а населення станом на 2021 рік складало 105 осіб.

## Галерея

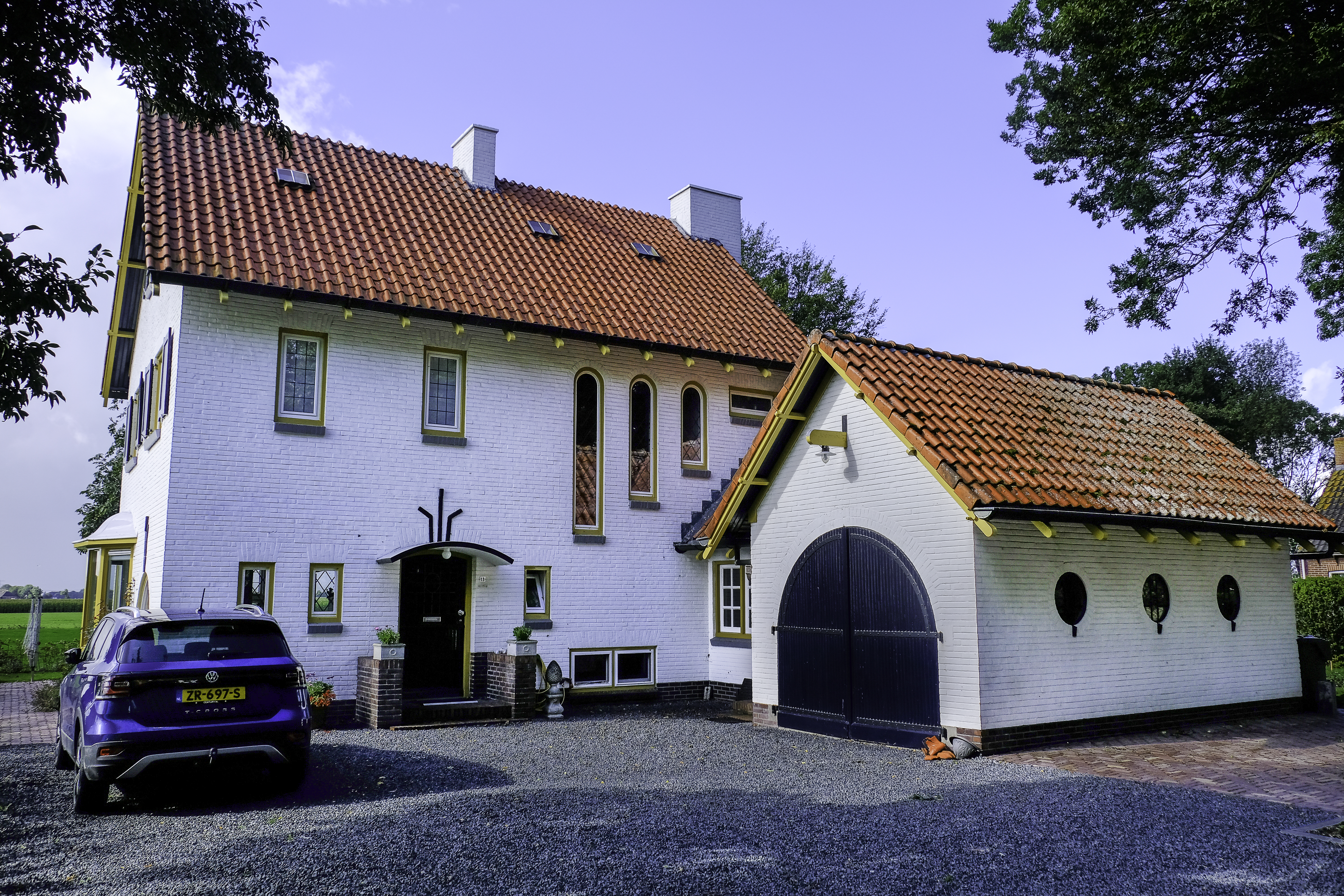
Колишній будинок почту
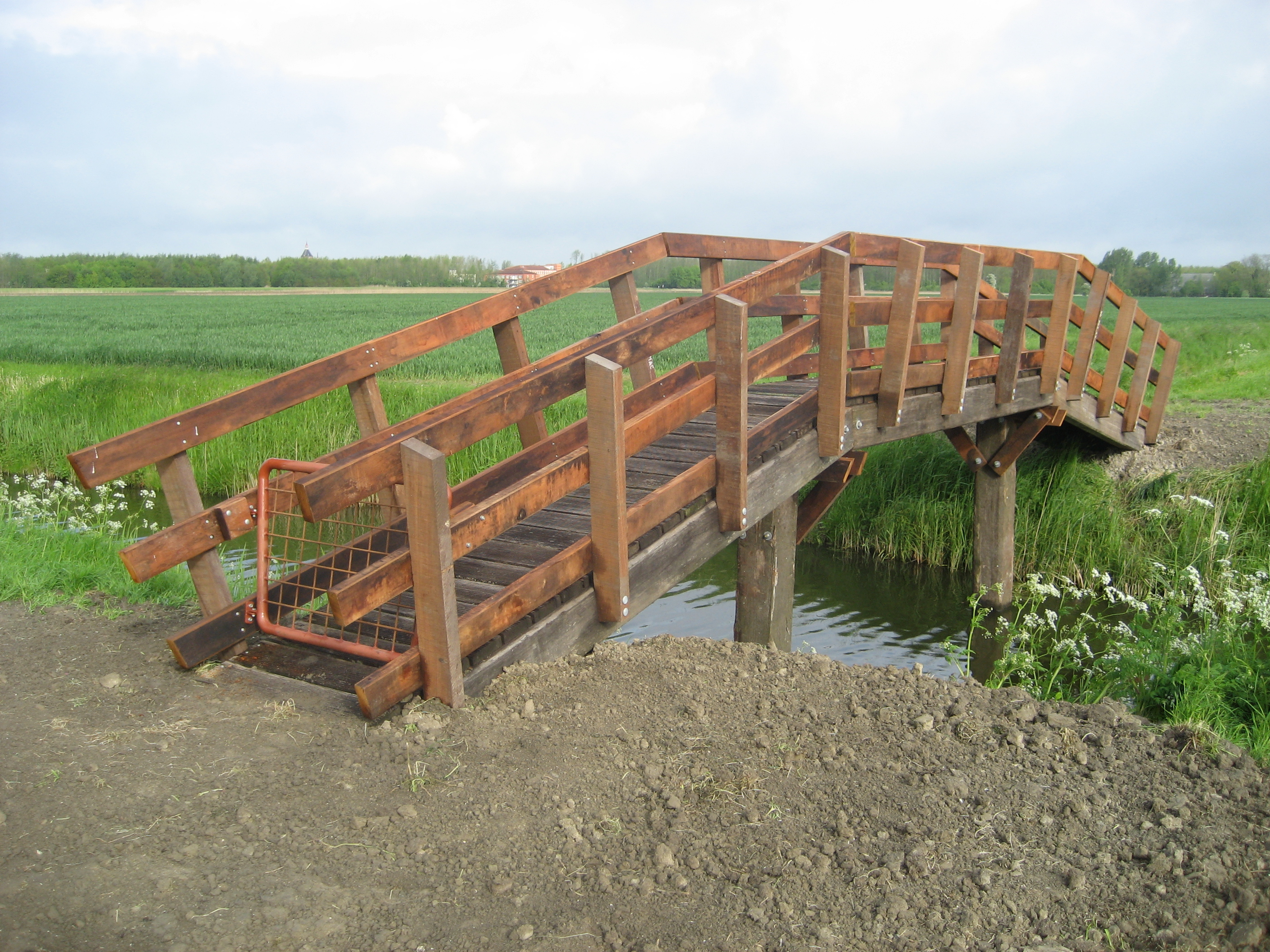
Місток через канал
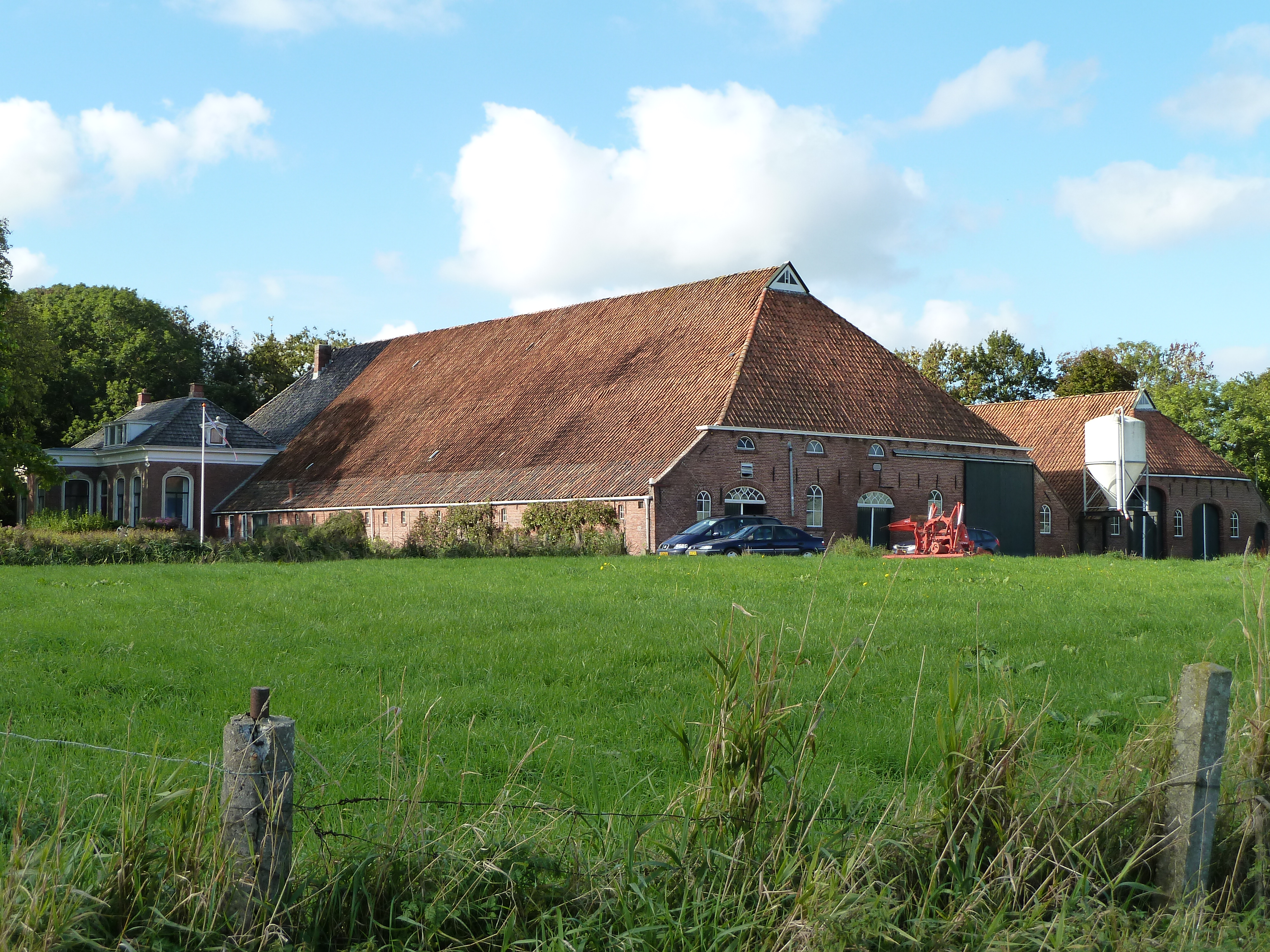
Ферма у селиі
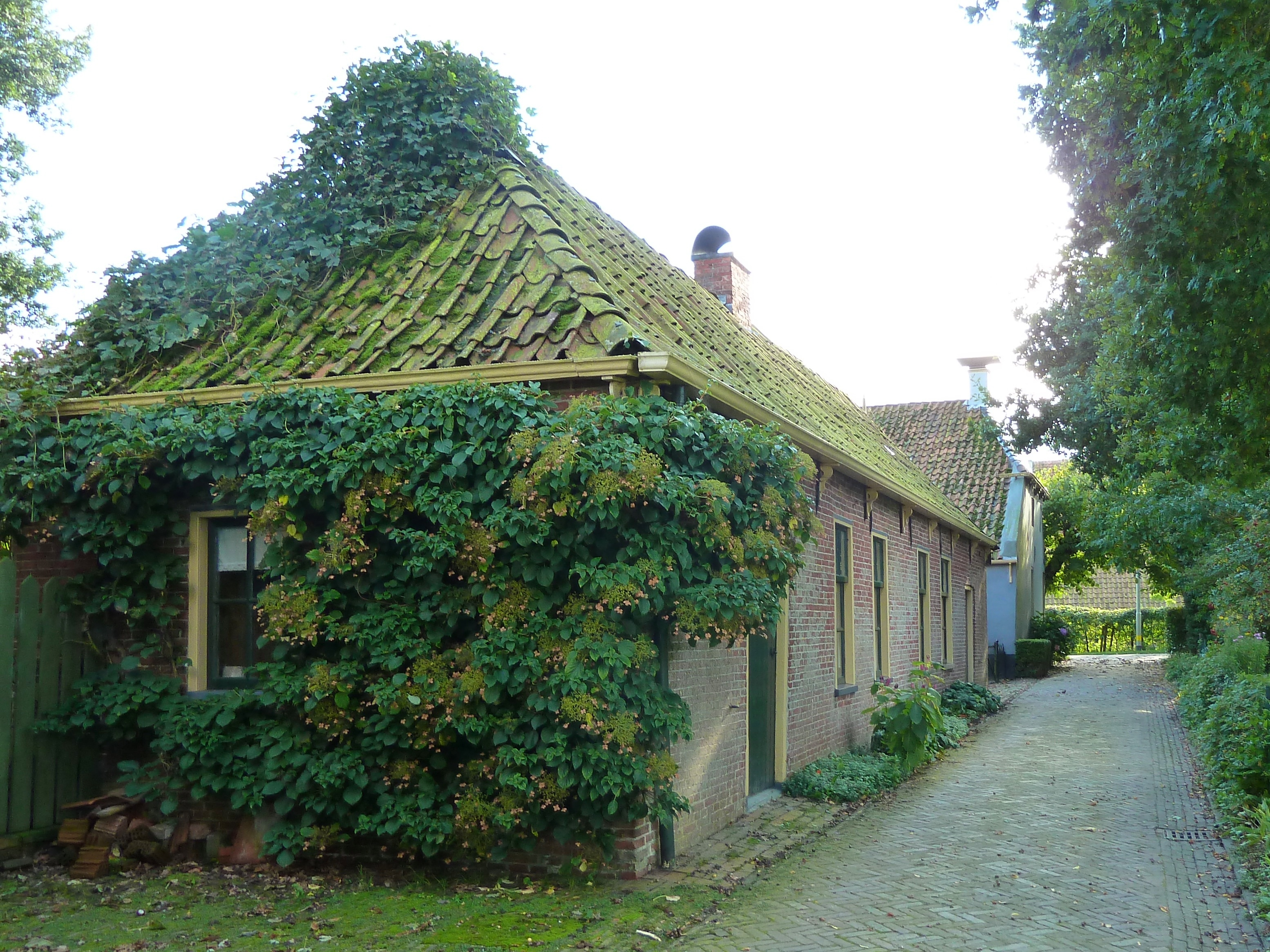
Колишні стайні
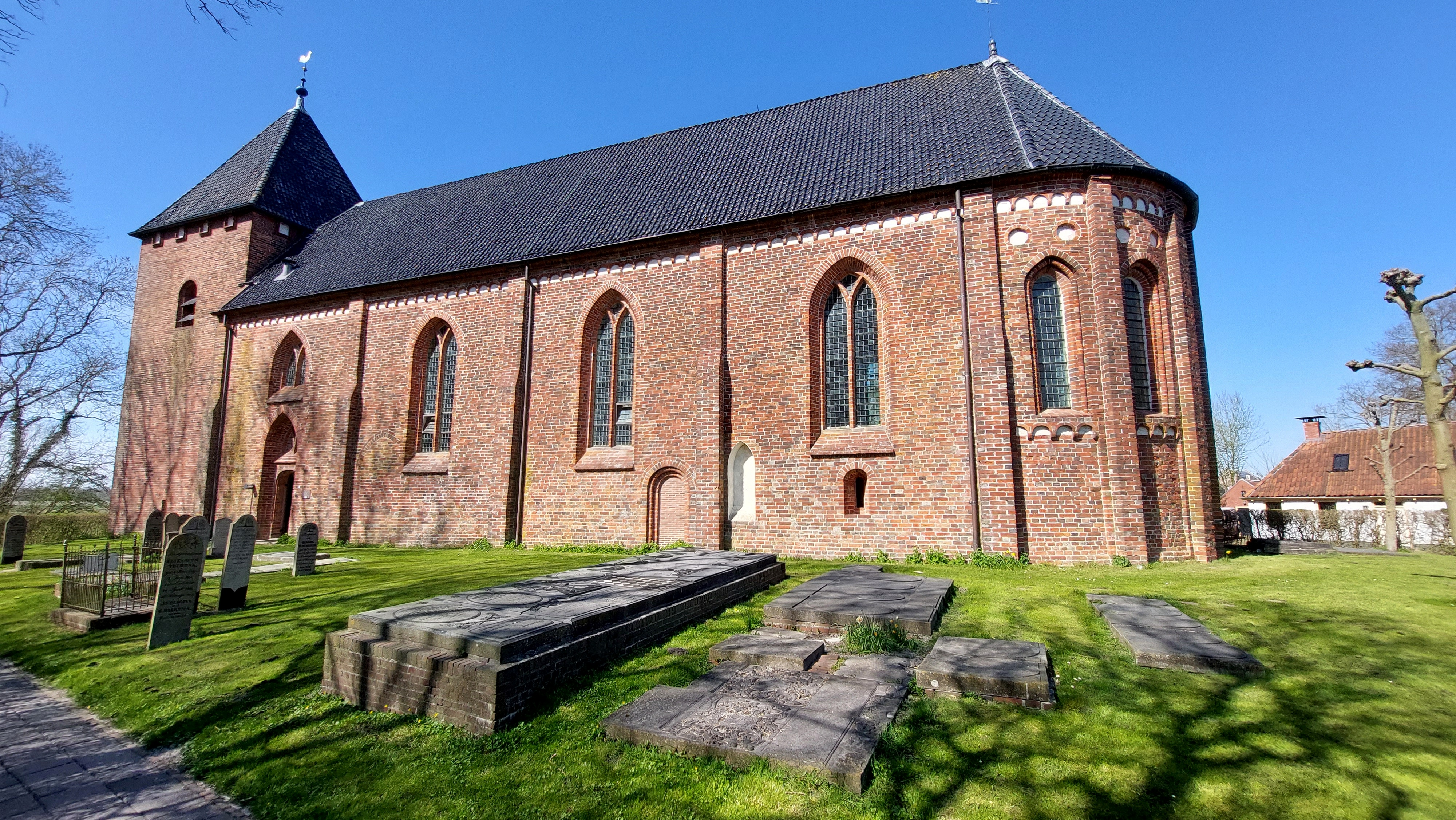
Сільська церква